# Siad Barre
Muhammad Siad Barre (somali:  Maxamed Siyaad Barre, em árabe: محمّد  زياد بري) (nascido em 1919 e falecido a 2 de janeiro de 1995) foi o ditador militar  e Presidente da República Democrática da Somália entre 1969 e 1991. Durante seu governo, denominou a si próprio como Jaalle Siyaad ("Camarada Siad").

## Vida
Filho de um nômade, Barre apenas teve estudos básicos, serviu à polícia somali (1941-1960) subindo até o cargo de inspetor, com a independência de seu país em 1960, entrou para o exército em 1969 e obteve, após o assassinato do chefe de Estado da recém independente Somália, Abdirashid Ali Shermarke, o mais alto cargo público, exercendo um governo autoritário, combatendo a Etiópia pela posse da região de Ogaden em uma guerra que perdeu.
Na época da independência em 1960, a Somália foi apontada no Ocidente como o modelo de uma democracia rural na África. No entanto, os clanismos e lealdades familiares estendidas e os conflitos foram os problemas sociais que o governo civil não conseguiu erradicar e, finalmente, sucumbiu a si mesmo.
A junta militar liderada por Barre que chegou ao poder após um golpe de Estado, tratou de adaptar o socialismo científico às necessidades da Somália. Baseou-se fortemente nas tradições da China. Promoveu o trabalho voluntário na agricultura e a construção de estradas e hospitais. Quase toda a indústria, bancos e empresas foram nacionalizadas. Cooperativas agrárias foram incentivadas. O governo proibiu o clanismo e destacou a lealdade às autoridades centrais. Um nova escrita totalmente nova para a língua somali foi introduzida. Para espalhar a nova linguagem, os métodos e a mensagem da revolução, as escolas secundárias foram fechadas em 1974 e 25 mil alunos entre 14 a 16 anos de idade e um adicional de 3 mil empregados do serviço militar e civil foram enviados para as zonas rurais para educar seus parentes nômades.
A Somália, vítima da Guerra Fria devido a sua localização estratégica pela passagem do Mar Vermelho, suscitou o interesses das superpotências, os Estados Unidos e a União Soviética. O Governo Barre inclinou-se em primeiro lugar para os soviéticos, que o ajudaram financeiramente até 1977. Os Estados Unidos, se aproveitando a ruptura somali com a União Soviética, passaram a apoiar o regime de Barre, ajudando o governo somali a enfrentar a Etiópia na Guerra de Ogaden, esta última apoiada pelos soviéticos.
Em 1980, os clãs passaram a exigir mais autonomia, particularmente nas regiões do norte do país (que inclui a antiga Somalilândia Britânica). Barre enviou tropas para controlar os grupos pró-independência mediante a forte repressão, sem sucesso; porque em 1991, as milícias rebeldes foram capazes de penetrar em Mogadíscio que posteriormente foi capturada e pôs fim não só ao seu governo, mas também a integração de seu próprio Estado que se desmembrou em diferentes setores controlados pelos líderes dos clãs e o surgimento de novas repúblicas não reconhecidas internacionalmente como a Somalilândia, entre outras. Desde então, os restos territoriais da Somália são controlados pelos "senhores da guerra" agrupados em clãs e pelo direito consuetudinário dos clãs, deixando o país numa situação de total anarquia, sem um governo efetivo. Ele ainda foi um representante do comunismo islâmico no continente africano.
Siad Barre morreu no exílio, na Nigéria, em 1995.